# Ian McDiarmid
Ian McDiarmid (Carnoustie, Tayside, Escocia, 11 de agosto de 1944) es un actor y director de teatro británico. Es ampliamente conocido por interpretar al emperador Palpatine, alter ego de Darth Sidious en la franquicia Star Wars.

## Biografía

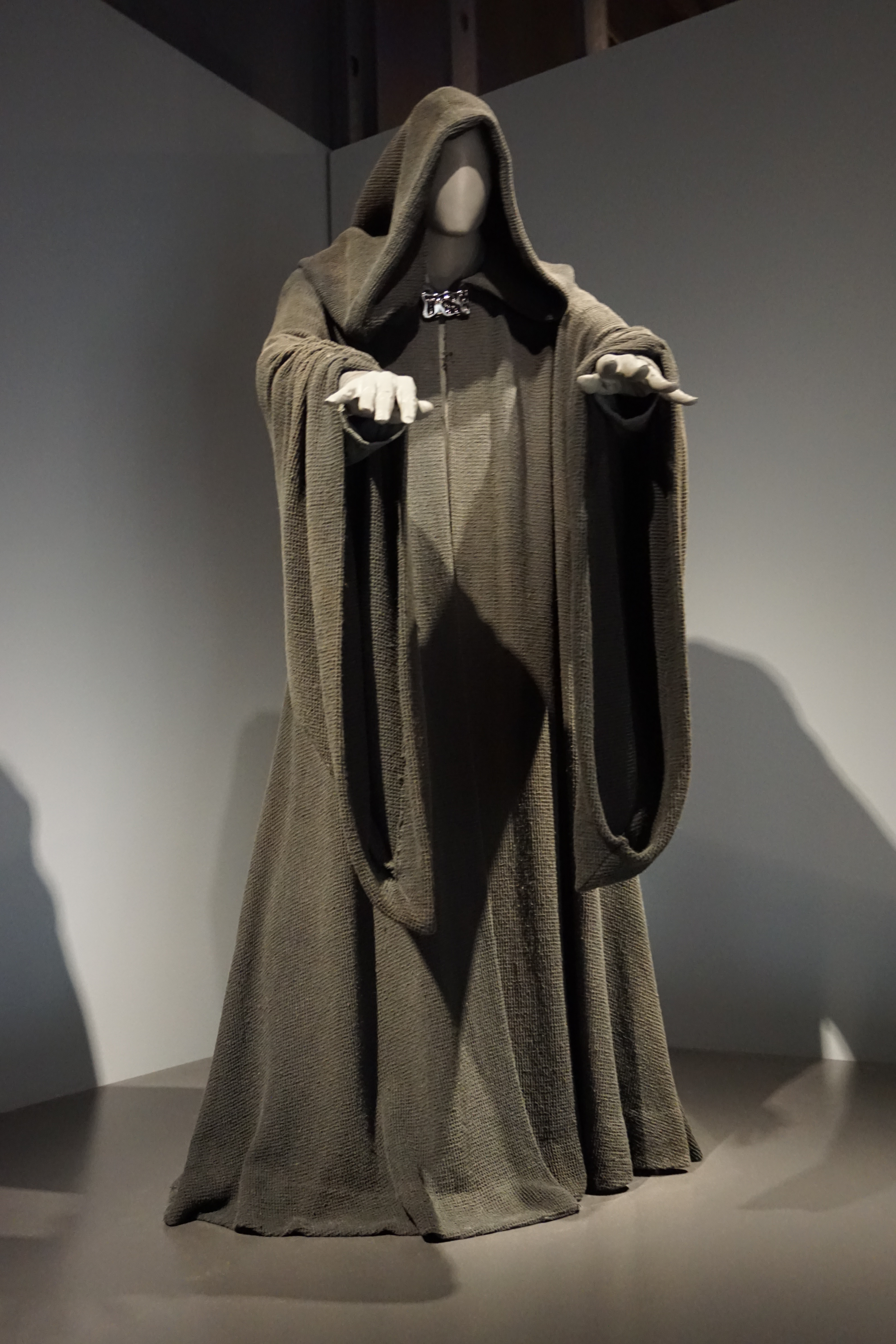
La túnica usada por McDiarmid en la película Return of the Jedi (1983), exhibida en el Detroit Institute of Arts.

McDiarmid nació en Carnoustie. Se convirtió en un aficionado al teatro con cinco años, cuando su padre le llevó a ver un acto con el nombre de Tommy Morgan en un teatro ubicado en Dundee, ciudad donde fue criado. En 2001 el actor declaró: 

«En cierto modo me fascinó, y también me dio miedo. Todas esas luces, todo el maquillaje. Me dije a mí mismo: no sé lo que es esto, pero lo quiero».

Sin embargo, por temor a la desaprobación de su padre, asistió a la Universidad de Saint Andrews, donde cursó psicología clínica. 
Pronto se dio cuenta de que su verdadera vocación era el teatro, de modo que en 1968 decidió abandonar sus estudios y enrolarse como estudiante en la Royal Scottish Academy of Music and Drama (Conservatorio Real de Escocia), donde recibió una medalla de oro por sus dotes artísticos. Una vez graduado obtuvo varios papeles en piezas teatrales en Escocia e Inglaterra; luego se unió a las filas de la Royal Shakespeare Company. 
McDiarmid comenzó a conseguir papeles en el cine y la televisión a finales de los años 1970. En televisión trabajó en series como The Professionals de la ITV o Inspector Morse. En el cine debutó en 1980, con Richard's Things. Después de un papel menor en la película Dragonslayer (1981),  McDiarmid fue elegido por George Lucas para desempeñar el rol del Emperador Palpatine en Star Wars: Episode VI - Return of the Jedi (1983), el villano principal. Papel que ha repetido en las precuelas. 
Comenzó a desempeñarse también como director de teatro y, desde 1990 hasta su retiro en el 2001, fue director artístico del Almeida Theatre. Tuvo a su cargo a numerosos actores que luego serían estrellas de Hollywood como Kevin Spacey, Ralph Fiennes, Juliette Binoche y Anna Friel. 
Entre sus trabajos teatrales más importantes destacan obras de William Shakespeare, como Hamlet (1972), The Tempest (1974, 2000), Much Ado About Nothing (1976), Macbeth (Trevor Nunn, 1976), The Merchant of Venice (1984), y King Lear (2005), así como montajes como Every Good Boy Deserves Favour (1978) de Tom Stoppard y Faith Healer (2001-2002, 2006) de Brian Friel, con la que hizo una gira por Londres, Dublín y Nueva York, efectuando así su debut en Broadway valiéndole en 2006 un Tony, el premio más prestigioso del teatro estadounidense.
Entre sus filmografía, aparte de su papel en la saga Star Wars, podemos encontrar películas como Gorky Park, dirigida por Michael Apted, Dirty Rotten Scoundrels, dirigida por Frank Oz, Restauración, dirigida por Mike Hoffman, Little Orphan Annie, dirigida por Ian Toynton y Sleepy Hollow, dirigida por Tim Burton.

## Filmografía

### Cine
- The Likely Lads (1976)
- Sir Henry at Rawlinson End (1980)
- Richard's Things (1980)
- El despertar (1980)
- Dragonslayer (1981)
- Gorky Park (1982)
- Star Wars: Episode VI - Return of the Jedi (1983)
- Dirty Rotten Scoundrels (1988)
- Restauración (1995)
- Star Wars: Episodio I - La amenaza fantasma (1999)
- Sleepy Hollow (1999)
- Star Wars: Episodio II - El ataque de los clones (2002)
- Star Wars: Episodio V - El Imperio contraataca (versión de DVD y Blu-Ray, 2004)
- Star Wars: Episodio III - La venganza de los Sith (2005)
- The Odds (2009)
- La ciudad perdida de Z (2016)
- Star Wars: Episodio IX - El ascenso de Skywalker (2019)

### Televisión
- Los profesionales (1 episodio, 1979)
- Crown Court (1 episodio, 1978)
- A Performance of Macbeth (1979)
- Inspector Morse (1 episodio, 1990)
- Las aventuras del joven Indiana Jones (1 episodio, 1993)
- Crimen y castigo (2002)
- Spooks (1 episodio, 2004)
- Elizabeth I (2005)
- City of Vice (5 episodios, 2008)
- Margaret (2009)
- 37 días (2014)
- Utopía (5 episodios, 2014)
- Britannia (9 episodios, 2018)
- Obi-Wan Kenobi (1 episodio, 2022)

## Premios y nominaciones
| Año  | Premio | Trabajo                                                                        | Resultado |
| ---- | --- | ------------------------------------------------------------------------------ | --------- |
| 1968 | Medalla de Oro del Royal Scottish Academy of Music and Drama                                                       | Medalla de Oro del Royal Scottish Academy of Music and Drama                   | Ganador   |
| 1982 | Premio Laurence Olivier al mejor actor del año en una nueva obra                                                   | Insignificance                                                                 | Ganador   |
| 1985 | Time Out Comedy Award al mejor director                                                                            | Scenes from an Execution                                                       | Ganador   |
| 1990 | Time Out Comedy Award al mejor director                                                                            | Volpone                                                                        | Ganador   |
| 1991 | Observer Award por su trabajo durante diez años en la escena irlandesa                                             | Volpone, The Rehearsal, y Betrayal Field                                       | Nominado  |
| 1995 | Manchester Evening News Award al mejor actor                                                                       | Hated Nightfall                                                                | Ganador   |
| 1998 | Special Evening Standard Award por su trayectoria (ex aequo con Jonathan Kent)                                     | Special Evening Standard Award por su trayectoria (ex aequo con Jonathan Kent) | Ganador   |
| 2001 | Critics' Circle Theatre Award al mejor actor                                                                       | Faith Healer                                                                   | Ganador   |
| 2002 | Clarence Derwent Award al mejor actor de reparto                                                                   | Faith Healer                                                                   | Ganador   |
| 2004 | Manchester Evening News Award al mejor actor Theatregoers' Choice Award al mejor actor                             | Enrique IV                                                                     | Ganador   |
| 2005 | Theatregoers' Choice Award al mejor actor                                                                          | King Lear                                                                      | Ganador   |
| 2005 | Teen Choice Award al mejor actor en película de acción Premio Saturn al mejor actor secundario                     | Star Wars: Episode III - Revenge of the Sith                                   | Nominado  |
| 2006 | Drama League Award por su interpretación Outer Critics Circle Award al mejor actor en una obra                     | Faith Healer                                                                   | Nominado  |
| 2006 | Theatre World Award a la mejor interpretación revelación Premio Tony al mejor actor de reparto en una obra teatral | Faith Healer                                                                   | Ganador   |
| 2021 | Premio Saturn al mejor actor secundario                                                                            | Star Wars: Episodio IX - El ascenso de Skywalker                               | Nominado  |